# 曼蘇拉 (胡齊斯坦省)
曼蘇拉是伊朗的城市，位於該國西南部札格羅斯山脈西部山腳，由胡齊斯坦省負責管轄，距離首府阿瓦士約160公里，處於首都德黑蘭西南550公里，海拔高度334米，2006年人口5,226。